# Joachim Münch (Admiral)
Joachim Münch (* 21. Februar 1928 in Chemnitz; † 2016) war ein Konteradmiral der Volksmarine der Deutschen Demokratischen Republik.

## Leben
Joachim Münch, Sohn eines Maschinisten, begann nach dem Schulbesuch 1942 eine Berufsausbildung als Elektriker, wurde aber während des Zweiten Weltkrieges 1944 erst zum Reichsarbeitsdienst (RAD) sowie 1945 noch zum Dienst in der Wehrmacht eingezogen. Nach Kriegsende setzte er seine Berufsausbildung fort und wurde 1946 Mitglied der Sozialistischen Einheitspartei Deutschlands (SED). Nach Abschluss seiner Berufsausbildung arbeitete er von 1946 bis 1948 als Betriebselektriker und erwarb daneben das Abitur von 1948 bis 1949 als Student der Vorstudienanstalt in Chemnitz. Er absolvierte zwischen 1949 und 1954 ein Studium an der Technischen Hochschule Dresden, das er als Diplom-Ingenieur abschloss, und trat am 3. August 1954 in die bewaffneten Organe der DDR ein. Danach war er von 1954 bis 1956 Leiter des Lehrstuhls für Elektrotechnik an der Lehranstalt für Seeoffiziere der Volkspolizei sowie im Anschluss zwischen 1956 und 1958 Leiter des Lehrstuhls für Elektrotechnik an der daraus hervorgegangenen Offiziersschule der Seestreitkräfte, an der er von 1959 bis 1960 Leiter der Fakultät Gefechtsabschnitt V war. 1961 wurde er Leiter Koordination und Kontrolle sowie zugleich auch Stellvertretender Chef für Technik im Kommando der Seestreitkräfte. 
Anschließend fungierte Münch von 1962 bis 1963 als Leiter des Wissenschaftlich-Technischen Zentrums sowie zusätzlich Stellvertretender Chef für Technik und Bewaffnung im Kommando der Volksmarine. Nachdem er zwischen 1963 und 1964 als Offiziershörer an der Militärakademie Friedrich Engels in Dresden war, fand er von 1964 bis 1965 Verwendung als Leiter der Abteilung Schiffbautechnik sowie in Personalunion als Stellvertretender Chef Rückwärtige Dienste für Technik und Bewaffnung im Kommando der Volksmarine. Im Anschluss war er zwischen 1965 und 1968 Leiter der Abteilung Neue Technik im Kommando der Volksmarine. Zuletzt war er von 1968 bis zu seiner Entlassung am 30. November 1989 wieder stellvertretender Chef Rückwärtige Dienste für Technik und Bewaffnung im Kommando der Volksmarine. Am 7. Oktober 1982 wurde Kapitän zur See Münch anlässlich des 33. Jahrestages der DDR zum Konteradmiral befördert. Für seine Verdienste in der DDR wurde er mit dem Vaterländischen Verdienstorden in Bronze sowie dem Kampforden „Für Verdienste um Volk und Vaterland“ in Silber ausgezeichnet. Er erwarb zudem einen Doktor der Militärwissenschaften (Dr. rer. mil.).